# Ги Мерес
Ги Мерес (на френски: Guy Mairesse) е бивш пилот от Формула 1.
Роден на 10 август 1910 година във Франция.

## Формула 1
Мерес прави своя дебют във Формула 1 в Голямата награда на Италия през 1950 година. В световния шампионат записва 3 състезания, като не успява да спечели точки. Състезава се с частен автомобил „Талбот-Лаго“.